# Jasper Fforde
Jasper Fforde (ur. 11 stycznia 1961 w Londynie) jest popularnym brytyjskim powieściopisarzem, pasjonatem lotnictwa. Mieszka w Stroud w hrabstwie Gloucestershire w Wielkiej Brytanii. Autor ma polskie korzenie: jest wnukiem polityka – Józefa Retingera.
Fforde początkowo pracował w przemyśle filmowym jako pomocnik operatora przy takich produkcjach jak GoldenEye czy Maska Zorro. W 2001 r. opublikował swoją pierwszą powieść pt. Porwanie Jane E. (ang. The Eyre Affair). Akcja jej, jak i późniejszych powieści, toczy się w latach 80. XX wieku w świecie alternatywnym przypominającym nasz, w którym ikonami popkultury są postacie z klasyki literatury. Główną bohaterką większości powieści jest Thursday Next – literacki detektyw, do której obowiązków należy ściganie fałszerzy dzieł literackich.
Książki Fforde’a trudno jednoznacznie przypisać do konkretnego gatunku. Łączą w sobie elementy fantasy, parodii, pure nonsense’u oraz metafikcji. Pełne są aluzji literackich, gier słownych, cechują się zawrotną akcją i dobrze zarysowaną intrygą.
W Polsce dwie pierwsze powieści Fforde’a z cyklu Thursday Next wydał SIW Znak.

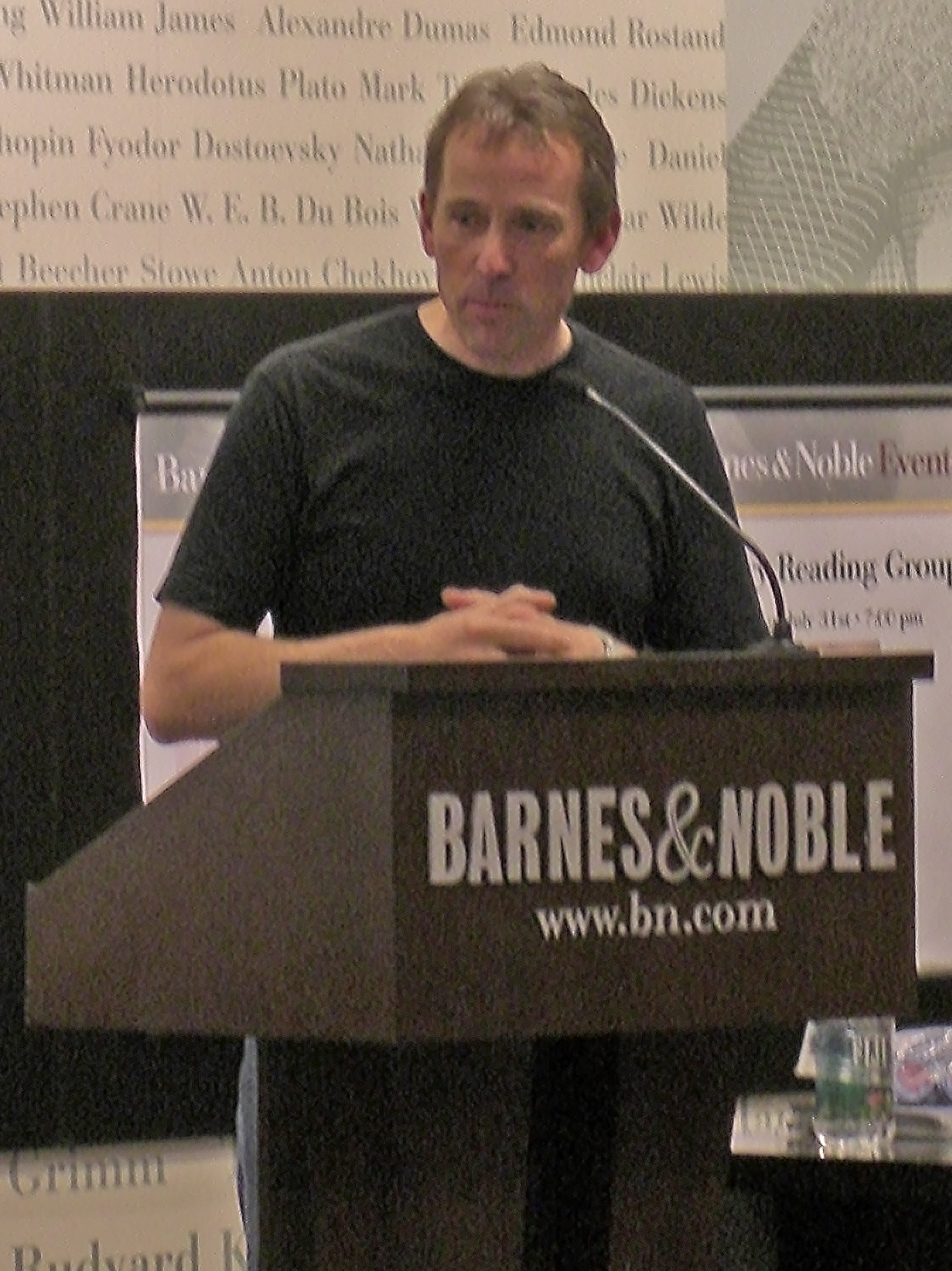
Jasper Fforde (2007)

## Twórczość

### CyklThursday Next
- Porwanie Jane E. (The Eyre Affair, 2001) – Nagroda Williama L. Crawforda
- Skok w dobrą książkę (Lost in a Good Book, 2002)
- The Well of Lost Plots (2003)
- Something Rotten (2004)
- First Among Sequels (2007)
- One of our Thursdays is Missing (2011)
- The Woman Who Died a Lot (2012)
- Dark Reading Matter  (w zapowiedziach)

### CyklNursery Crimes
- The Big Over Easy (2005)
- The Fourth Bear (2006)
- The Last Great Tortoise Race (w zapowiedziach – data wydania nieznana)

### CyklKroniki Jennifer Strange
- Ostatni Smokobójca (The Last Dragonslayer, 2010)[1]
- Pieśń Kwarkostwora (The Song of the Quarkbeast, 2011)[1]
- The Eye of Zoltar (2014)[1]